# Danny John-Jules
Danny John-Jules, född 16 september 1960 i Paddington i London, är en brittisk skådespelare, sångare och dansare. John-Jules är främst känd för sin roll som Cat i komediserien Red Dwarf. Han spelade även rollen som polismannen Dwayne Myers i sju säsonger av tv-serien Mord i paradiset. John-Jules har också haft roller i filmer som Lock, Stock and Two Smoking Barrels och Blade II.

## Filmografi i urval
- 1981 – Mupparnas nya äventyr
- 1986 – Labyrint
- 1986 – Little Shop of Horrors
- 1988–2020 – Red Dwarf (TV-serie)
- 1989–1994 – Maid Marian and Her Merry Men (TV-serie)
- 1995 – The Tomorrow People (TV-serie)
- 1998 – Lock, Stock and Two Smoking Barrels
- 2002 – Blade II
- 2011–2018 – Mord i paradiset (TV-serie)